# Häxprocessen i Nibe
Häxprocessen i Nibe utspelade sig 1686–1688 i Nibe i Jylland. Fallet betraktas som ett exempel på myndigheternas ökade skepticism mot häxprocesser i Danmark, och utgör något av en vändpunkt i deras syn på häxerimål.
Processen inleddes 1686, då Christen Hørtikarl anklagades av en kvinna för att vara trollkarl. Han frikändes, men blev sedan anklagad av Anna Buus för att ha förhäxat henne så hon blev besatt av Satan. Prästen Lars Crase bekräftade anklagelsen. Buus gav ifrån sig skrik, föll omkull och led av smärtor i låret. Vid förhör med Buuse och Crase visade det sig emellertid att Buuse var frisk och att Crase vägrade delta i förhöret, och Crase blev därför avstängd av prosten Jens Ruud, som bedömde att han hade riktat anklagelserna mot Christen Hørtikarl på grund av personligt hat. Biskop Søren Glud återinsatte dock Crase kort därpå. I november 1688 ställdes Crase inför rätta för förtal och dömdes skyldig. Anne Buus bedömdes som epileptiker.